# ЛиАЗ Citymax
ЛиАЗ Citymax — модель из линейки городских низкопольных автобусов и электробусов ПАО «ГАЗ», выпускаемых на производственных мощностях «ЛиАЗа» и «ПАЗа».

## Citymax 12

### Электробус Е-Citymax 12
Электробус ЛиАЗ e-Citymax 12 был впервые представлен в 2021 году на выставке Comtrans в Москве, вместе с дизельным автобусом среднего класса ПАЗ Citymax 9. Выставочный экземпляр оснащался американскими NMC-аккумуляторными батареями «Microvast», оборудован местами для маломобильных пассажиров, имел 36 посадочных мест при полной вместимости 85 пассажиров. Предусмотрено три варианта зарядки аккумуляторов на ЭЗС: ультрабыстрая пантографная за 1,5 часа, быстрая пистолетная за 2,5 часа и ночная за 7 часов. Автономная система в автоматическом режиме охлаждает либо прогревает аккумуляторы до оптимальной рабочей температуры в целях стабилизации запаса хода на протяжении всего срока службы аккумуляторов. Подвеска электробуса независимая. В часть моторного отсека была добавлена система пожаротушения.

### Автобус Citymax 12
Автобус ЛиАЗ Citymax 12 впервые появился на выставке Comtrans-2023. 12-метровый автобус большого класса с дизельным двигателем имел 33 посадочных места при общей вместимости 115 пассажиров. В салоне имеются USB-зарядки, Wi-Fi-роутеры, двухзонный климат-контроль, мультимедийные экраны и системы видеонаблюдения. В отличие от ЛиАЗ-5292, сиденья, кронштейны и поручни закреплены не на полу, а на бортах кузова.
ЛиАЗ Citymax 12 оснащён 7,7-литровым турбодизельным двигателем ЯМЗ-537 мощностью 360 л. с. и крутящим моментом 1500 Н·м (вместо 1130 Н·м у ЯМЗ-536) или же газомоторным двигателем мощностью до 300 л. с. и крутящим моментом 1250 Н·м. 
В сентябре 2023 года ЛиАЗ Citymax 12 был представлен подмосковной компании Мострансавто. Тестовая эксплуатация началась на полигоне НАМИ и в некоторых российских городах (в частности, в Сургуте, Тобольске, Минеральных Водах, Астрахани и Волгограде). В 2024 году на выставке «Urbantrans 2024» была представлена газомоторная модель «CITIMAX 12 CNG», работающая на компримированном природном газе, c газовым двигателем ЯМЗ-537 и максимальной вместимостью автобуса — 107 пассажиров.
Производство автобуса началось в 2024 году, несколько новых автобусов модели ЛиАЗ-5292.65 Citymax 12 в марте 2025 года поступило в Подольск. Летом 2025 года в тестовой эксплуатации в городах России курсировало 8 «Ситимаксов» — пять в Новосибирске и по одному в Подольске, Ярославле, Нижнем Новгороде. 

## e-Citymax 18
Двухсекционный сочленённый электробус ЛиАЗ-6274.20 e-Citymax 18 был разработан на основе модели ЛиАЗ-6274 и представлен летом 2022 года. Его пассажировместимость составляет 140 человек, 44 из которых — сидячие. ЛиАЗ e-Citymax 18 оснащён двумя синхронными электродвигателями, питающимися от литий-ионных аккумуляторов. Заявленный запас хода составляет 80 км, однако за счёт увеличения ёмкостей аккумуляторов запас хода может быть увеличен на 20 км (до 100 км).
Летом 2022 года тестовая эксплуатация ЛиАЗ e-Citymax 18 началась в ГУП «Мосгортранс» с пассажирами. Осенью того же года ЛиАЗ e-Citymax 18 был возвращён на завод.